# Carex arnottiana
Espèce
Classification phylogénétique
Carex arnottiana est une espèce de plantes du genre Carex et de la famille des Cyperaceae.

## Remarque
Le nom de cette espèce ne doit pas être confondu avec Carex arnottiana Boott, un nom invalide synonyme de Carex lobulirostris Drejer.